# Hinznang

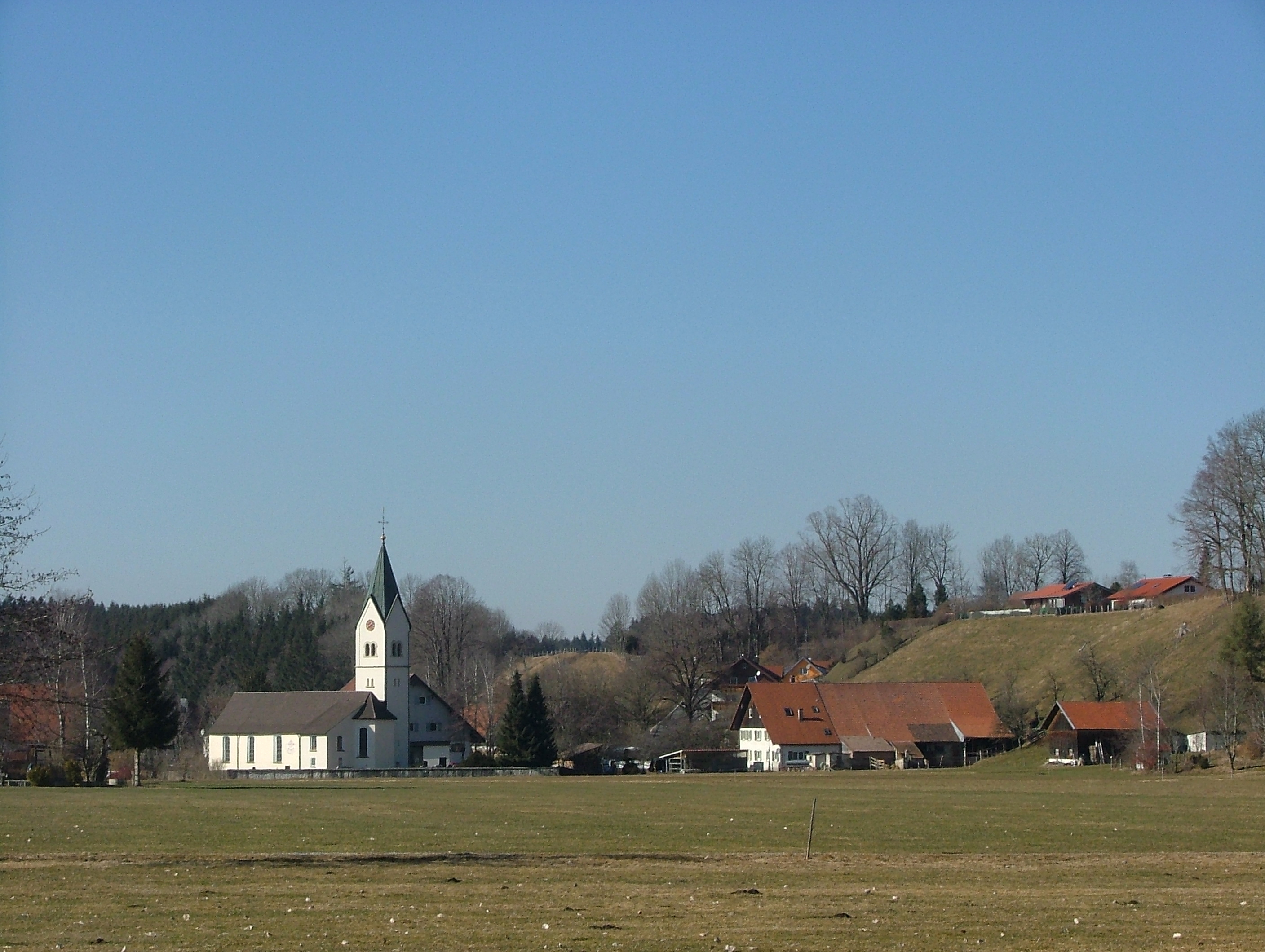
Hinznang von Süden

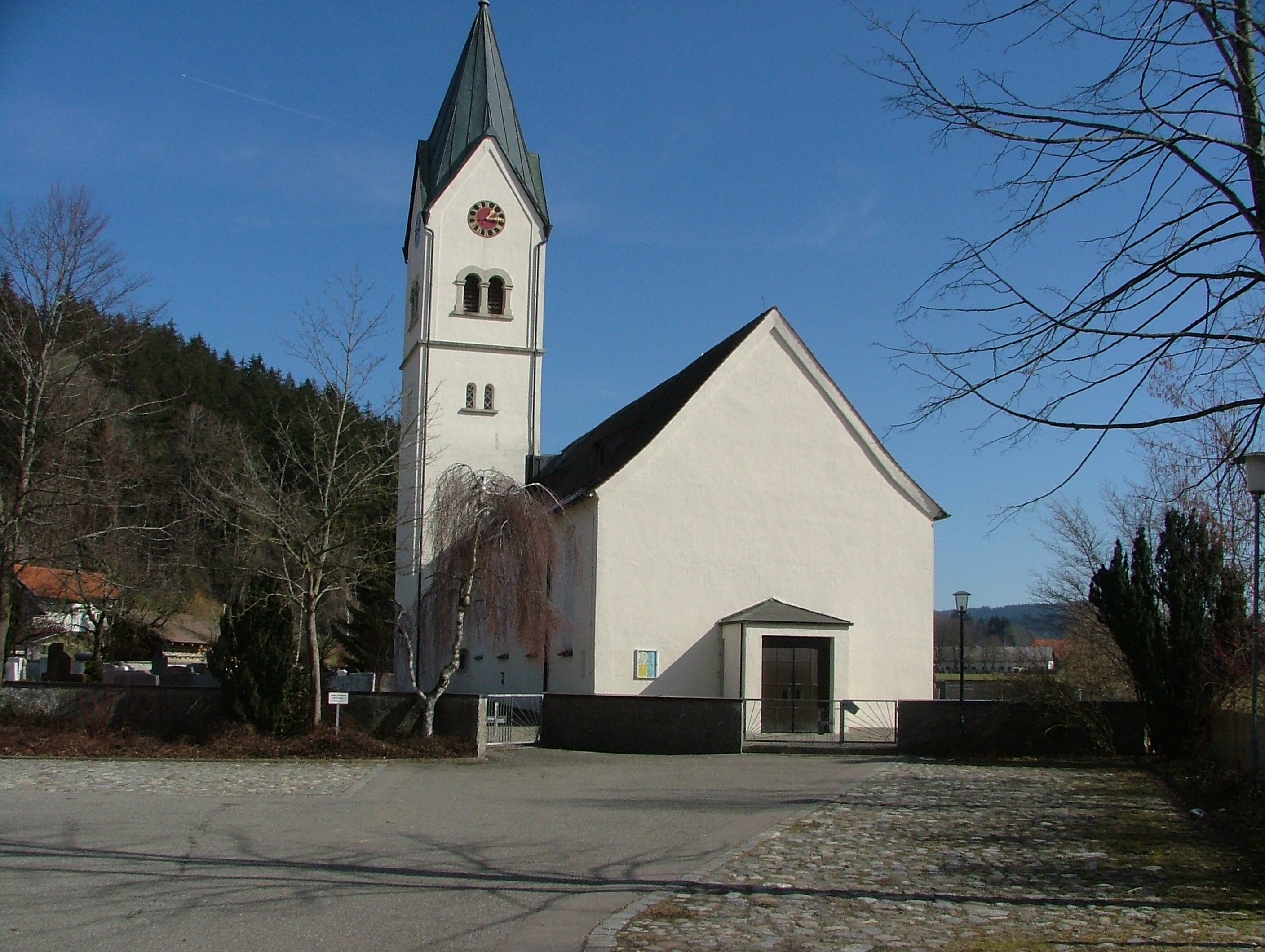
Pfarrkirche St. Gertrud in Hinznang

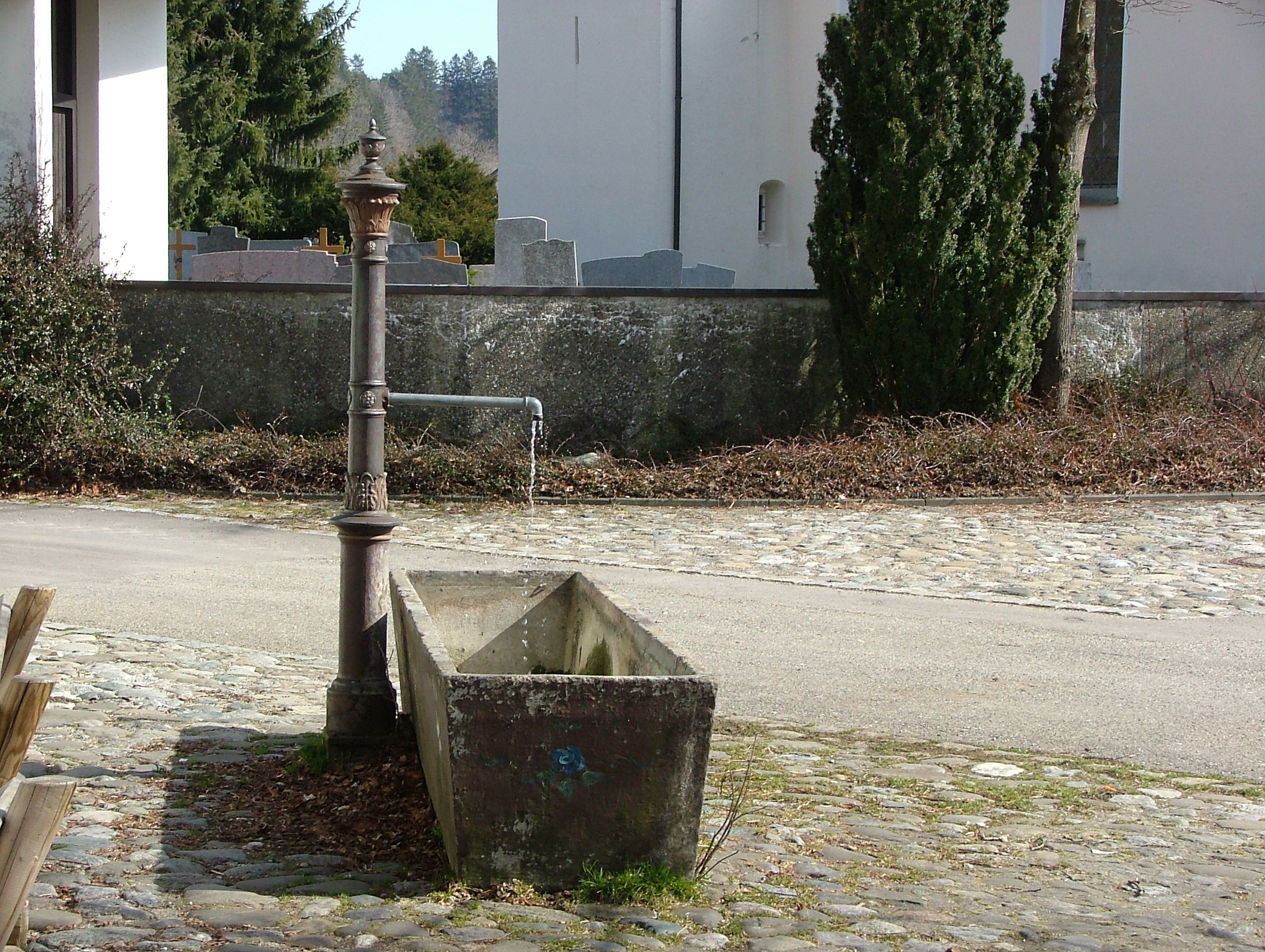
Gusseiserner Brunnen in Hinznang

Hinznang ist ein Ortsteil der Großen Kreisstadt Leutkirch im Allgäu im baden-württembergischen Landkreis Ravensburg und ist Teil der Ortschaft Winterstetten.

## Geographische Lage
Der Ort liegt auf einer Höhe von 718 Metern über Normalnull im Tal der Eschach, nur wenige Meter von der Landesgrenze zu Bayern entfernt. Ebenfalls in der Nähe befindet sich das Wintersportzentrum Kreuzthal, die ehemalige Munitionsanstalt Urlau, auf deren Gelände sich inzwischen der Ferienpark Allgäu des Tourismuskonzerns Center Parcs befindet, der bewaldete Höhenzug Adelegg mit dem Schwarzen Grat sowie der Wallfahrtsort Gschnaidt.

## Geschichte
Ältestes Besiedlungszeugnis ist die erstmalige Erwähnung der markanten Hinznanger Kirche im Jahr 1275. Der Weiler Hinznang gehörte früher zur Gemeinde Winterstetten, die am 1. Juni 1972 im Zuge der Gemeindereform nach Leutkirch eingemeindet wurde. Ferner gehört Hinznang ebenfalls seit 1973 nicht mehr zum aufgelösten Landkreis Wangen, sondern zum Landkreis Ravensburg.

## Verkehr
Hinznang ist über die Landesstraße 319 an das überörtliche Straßennetz angeschlossen, ergänzend dazu verbindet die Kreisstraße 8023 Hinznang mit den beiden Nachbarorten Friesenhofen und Frauenzell, die beiden Straßen kreuzen sich in Hinznang. Darüber hinaus ist Hinznang über die Buslinie 7551 der DB ZugBus Regionalverkehr Alb-Bodensee mehrmals täglich an den ÖPNV angebunden, zusätzlich verkehren noch Schulbusse.

## Sonstiges
Hinznang wurde durch das Ferienhaus der Stuttgarter Kirchengemeinde St. Fidelis überregional bekannt. Diese erwarb Mitte der 1970er-Jahre ein großes Bauernhaus in der Ortsmitte und baute dieses zur sogenannten Fidelis-Ranch um. Dort finden seither regelmäßig Schullandheime sowie Sommer- und Winterfreizeiten für Kinder, Jugendliche, Erwachsene und Familien statt. 2015 wurde die „Fidelis-Ranch“ geschlossen und das Haus aus finanziellen Gründen verkauft.